# Gaststätte Iberl

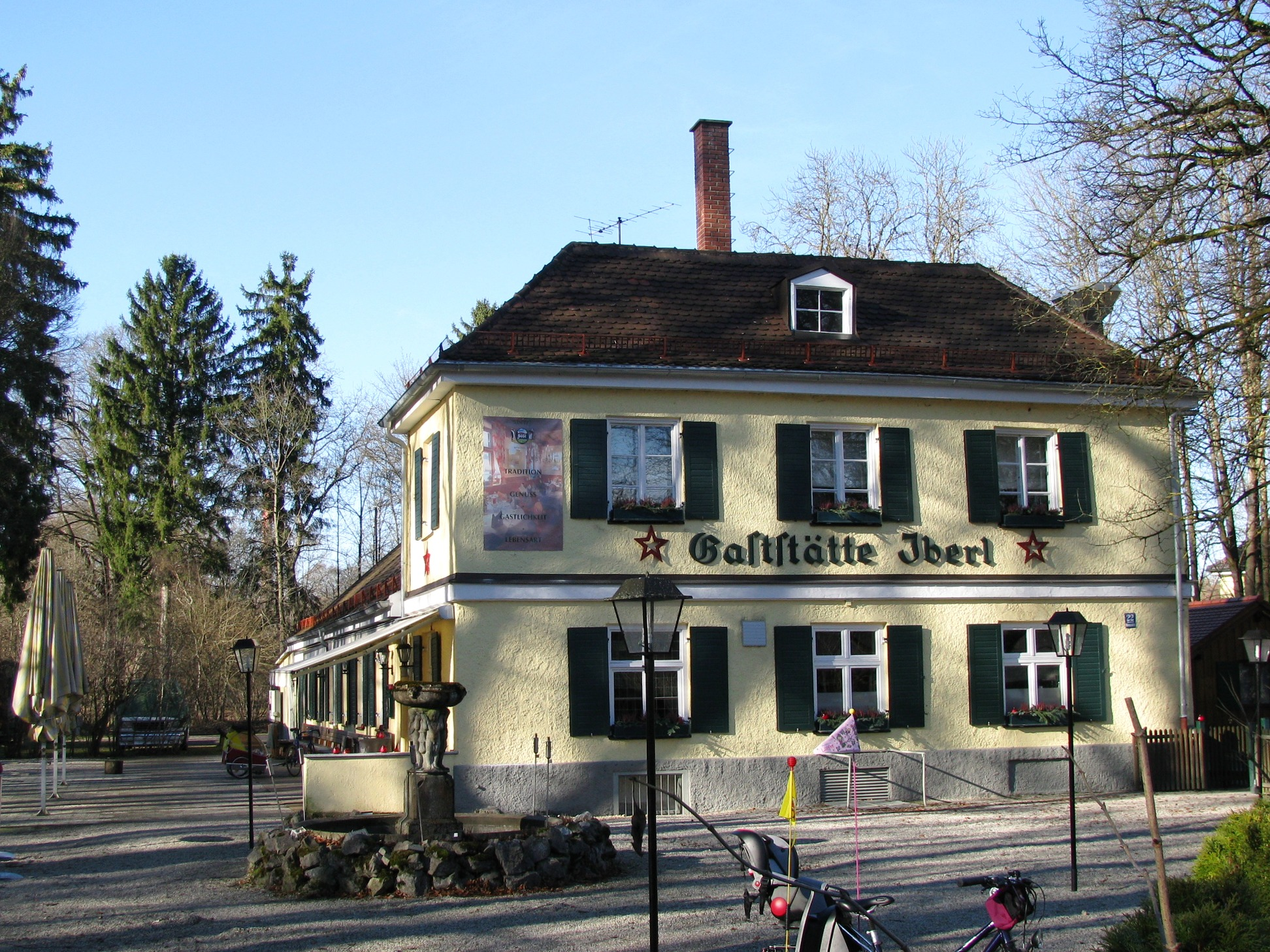
Gaststätte Iberl in München Solln

Die Gaststätte Iberl (seit 2020 Trattoria Teatro Solln im Iberl) ist eine historische Gaststätte im Münchener Stadtteil Solln. Das Gebäude ist als Baudenkmal in die Bayerische Denkmalliste eingetragen (siehe Liste der Baudenkmäler in Solln).

## Geschichte

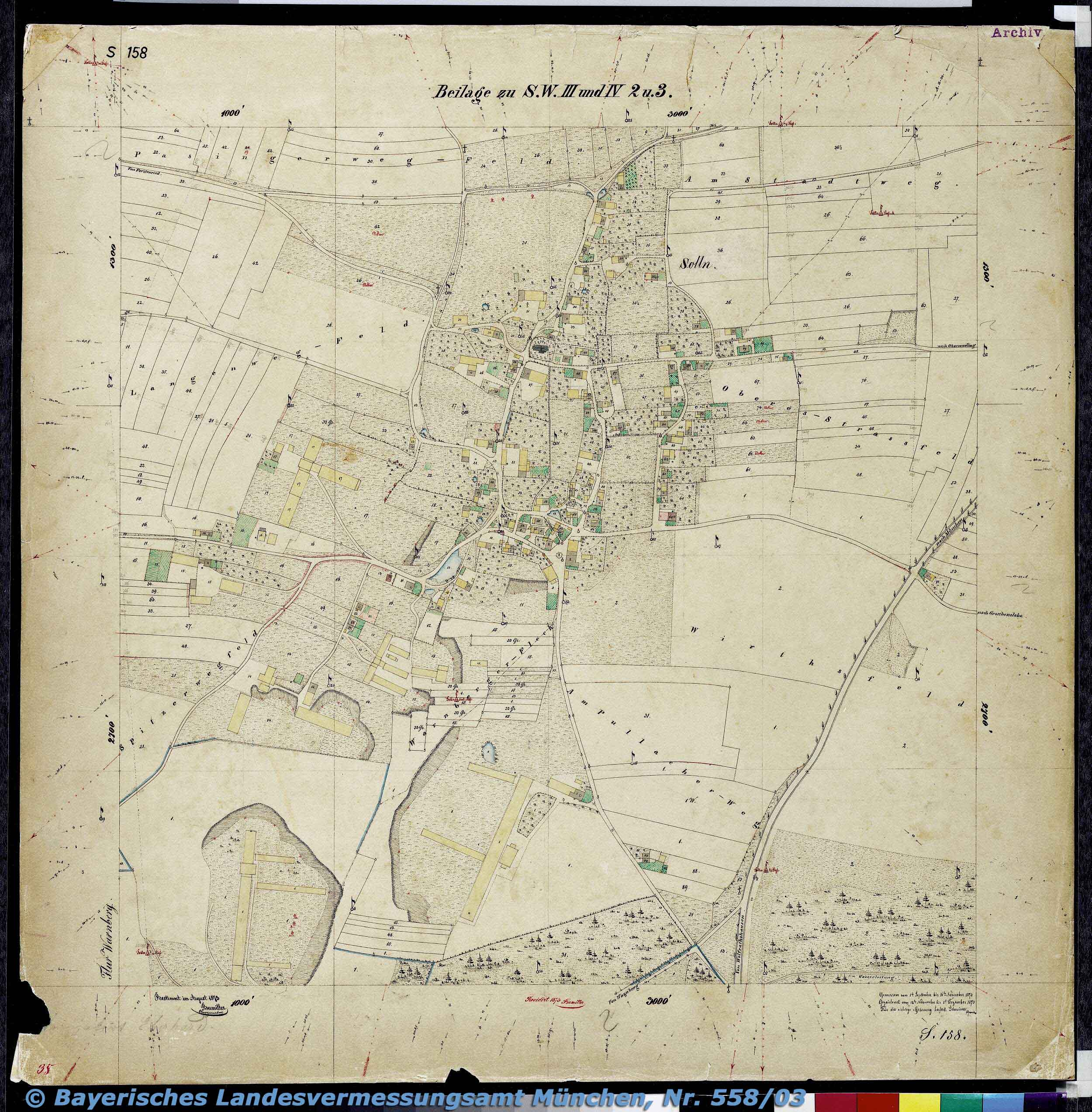
Ziegeleien am Warnberg auf einer historischen Karte von 1873/1875, an der Straße nördlich des Wäldchens am unteren Kartenrand (jetzt Waldfriedhof Solln) das Haus mit dem Ausschank (grau schraffiert)

Im Kern stammt das Gebäude aus der Zeit um 1830. Gründer der Gastwirtschaft war Josef Iberl (1835–1880), der aus der Oberpfalz stammte. Er hatte einen größeren Grundbesitz am Warnberg erworben und betrieb dort seit 1862 eine Ziegelei. Für die Arbeiter seiner und benachbarter Ziegeleien schenkte er in dem Haus Bier aus.
Als die Lehmvorkommen knapp wurden und das Ende der Ziegeleien absehbar war, erreichte der Münchner Bildhauer Josef Heppner, der mit Josef Iberls Tochter Anna verheiratet war und mit ihr den Ausschank fortführte, eine allgemeine Konzession als Schankbetrieb. Heppner war Mitglied in dem Münchner Künstlerverein Die Raben, und durch deren Unterstützung wurde die Konzession, die zunächst wegen der Nähe der Gastwirtschaften in Pullach und Großhesselohe verweigert worden war, 1888 doch erteilt. 1889 übernahm Josef Heppner von Anton Köck dessen Gasthaus in Pullach und nannte es nach dem Künstlerverein Gasthof Rabenwirt.
Die Gaststätte Iberl wurde von Katharina Iberl, der Frau des mittlerweile verstorbenen Josef Iberl, und später von ihrem Sohn Josef (1873–1941) weitergeführt, der zeitweise auch zweiter Bürgermeister von Solln war. Seit 1937 ist die Gaststätte im Besitz der Spaten-Franziskaner-Brauerei, die bereits seit 1910 das Bier geliefert hatte.
1966 pachtete Georg Maier die Gaststätte und gründete darin die Iberl-Bühne. Die Eröffnung des Theaters fand im Dezember 1966 mit der Aufführung des Theaterstücks Die Meistersinger von Schwabing statt. Das wohl bekannteste Mundartsingspiel, die „Grattleroper“ von Gerhard Loew, der bis 1981 auch Autor aller Erfolgsstücke war, wurde mehr als 500 mal aufgeführt.
Ab 2005 führten Sibylla und Klaus Abenteuer, die seit 2000 auch das Gasthaus Rabenwirt in Pullach bewirtschafteten, die Gaststätte Iberl. Im Sommer 2006 wurde das Gebäude grundlegend saniert und renoviert. Im Mai 2014 zog Georg Maier mit seinem Ensemble aus und in die Münchner Innenstadt. Ab Oktober 2014 wurde im Iberl unter dem Namen Sollner Kultbühne wieder Volkstheater aufgeführt. Theaterleiterin und Wirtin Sibylla Abenteuer mischte Theaterstücke mit einem Musik- und Kabarettprogramm. 
Im Sommer 2019 wurden Gaststätte und Bühne umgebaut und unter dem Namen „Teatro Solln“ als Trattoria weitergeführt.

## Gebäude
Das Gebäude ist ein Landhaus im Stil des Historismus. Der aus der Mitte des 19. Jahrhunderts stammende Bauteil ist ein eingeschossiger Satteldachbau mit Firstrichtung senkrecht zur Straße. Er erstreckt sich über einer Grundfläche von etwa 13 × 22 m. Der Anbau von 1920 im Osten zur Straße hin ist ein zweigeschossiger, dreiachsiger Walmdachbau mit Firstrichtung parallel zur Straße. Er erstreckt sich über einer Grundfläche von etwa 13 × 5 m. Das Satteldach des Altbaus ist sehr steil und erreicht fast die Firsthöhe des Anbaus. Im Westen zum Hof hin hat der Altbau noch einen mit einem flachen Pultdach gedeckten Anbau von etwa 13 × 6 m, in dem sich der Theatersaal mit der Bühne befindet.